# Emiliano Farina
Emiliano Farina (Cremona, 19 ottobre 1928 – Cremona, 25 ottobre 2012) è stato un allenatore di calcio e calciatore italiano, di ruolo attaccante.
Malato di Alzheimer, è deceduto il 25 ottobre 2012, pochi giorni dopo il suo ottantaquattresimo compleanno.

## Caratteristiche tecniche
Giocatore deciso e irruente, era dotato di un potente tiro ed era abile nel dribbling.

## Carriera
Nativo di Cremona, iniziò la sua carriera nel Casalbuttano e nella Cremonese, prima nelle giovanili e poi in prima squadra, facendo il suo esordio nel 1949-1950 in Serie B, anno in cui marcò tre reti in 17 gare: nella stagione successiva giocò invece 10 partite siglando una sola rete, ma la formazione lombarda terminò ventesima e retrocedette in Serie C.
L'attaccante fu quindi acquistato dalla Sampdoria, militante in Serie A, dove esordì il 9 settembre 1951 in Sampdoria-Lazio 4-0, siglando una rete: la rete dell'esordio fu però l'unica della sua stagione, in cui disputò 16 gare complessive, e venne ceduto alla fine della stagione a causa di problemi al menisco in entrambe le ginocchia.
Acquistato dal Treviso, nuovamente nella divisione cadetta, rimase per due stagioni segnando tre gol in 40 partite. Nel 1954-1955 tornò in Serie A, questa volta in prestito alla Pro Patria, dove però non segnò alcuna rete in 13 gare e fu quindi rimandato a Treviso, nel frattempo retrocesso in Serie C. Nella sua terza stagione nella squadra veneta segnò sei reti in 20 gare, attirando l'attenzione del Milan che lo acquistò nell'estate del 1956, insieme al compagno di squadra Narciso Soldan, per fare da riserva al titolare Gastone Bean. Con la maglia rossonera, Farina disputò sette gare mettendo a segno 4 reti, fra cui una doppietta all'Atalanta, partecipando quindi attivamente alla vittoria dello scudetto nella stagione 1956-1957.
Nell'estate 1957 fu ceduto al Cagliari, dove rimase per due stagioni militando in Serie B e giocò 22 gare mettendo a segno una sola rete. Al termine della stagione 1958-1959 Farina si ritirò dal calcio giocato per i sempre maggiori problemi alle ginocchia.
In carriera ha totalizzato complessivamente 36 presenze e 5 reti in Serie A e 89 presenze e 8 reti in Serie B. Ha disputato anche alcune partite nella Nazionale militare, insieme ai conterranei Ivanoe Nolli e Pasquale Vivolo.

### Allenatore
Lasciato il calcio giocato, diventa allenatore nelle serie minori tra Lombardia ed Emilia: allena la Casalese, e dopo una parentesi nelle giovanili della Cremonese la Castelnovese, il Fiorenzuola, la Victor Tandem Due e la Santabarbara.

## Palmarès
- Campionato italiano: 1

Milan: 1956-1957